# Alberto Pimenta
 (octobre 2017).
Alberto Pimenta (né en 1937 à Porto, au Portugal) est un écrivain, poète, essayiste et artiste portugais.

## Vie et œuvre
Parmi les auteurs européens contemporains, Alberto Pimenta se distingue tant par le caractère polémique de son œuvre que par la diversité des genres abordés : poésie, prose, théorie, linguistique, essai, critique, interventions poétiques, happenings et performances.[Interprétation personnelle ?]
Alberto Pimenta est licencié en langues et littératures germaniques de l'Université de Coimbra et fut, de 1960 à 1977, lecteur de Portugais et de Littérature portugaise à l'Université de Heidelberg en Allemagne, délégué par le gouvernement portugais à partir de 1960. Mais en raison de son opposition au régime portugais et à ses guerres colonialistes en Afrique, il fut démis de ses fonctions en 1963. Il continua pourtant d'exercer ses fonctions mais cette fois engagé directement par l'Université de Heidelberg, alors même que les autorités portugaises exercèrent des pressions sur les Allemands pour démettre Pimenta, mais en vain. Il y resta en exil jusqu'en 1977, date de son retour dans un Portugal post-fasciste.[réf. nécessaire]
Entretemps, Pimenta avait déjà commencé une des œuvres poétiques les plus stimulantes qui s'inscrivait dans ce qui a été convenu d'appeler la « poésie expérimentale portugaise », avec la publication de O labirintodonte en 1970, Os Entes e os Contraentes en 1971 et Corpos estranhos en 1973. Influencée par les expériences formalistes, en particulier par celles du constructivisme allemand, la poésie de Pimenta laissait déjà transparaître un fort penchant critique, tirant profit au maximum du matériau signique et explorant tout spécialement sa dimension visuelle.[Interprétation personnelle ?]
En 1977, il publie Ascensão de dez gostos à boca, un recueil de poèmes qui synthétise la combinaison, typique chez cet auteur, de l'expérience formelle et de l'anticonformisme social et politique.[Interprétation personnelle ?] Cette même année, il débute ses performances qui seront autant de pavés lancés dans la mare de la culture nationale[Interprétation personnelle ?] : le 31 juillet 1977, au Jardin Zoologique de Lisbonne, il réalise un premier happening mémorable[non neutre] en s'enfermant dans une cage (à côté d'une autre cage contenant deux chimpanzés) sur laquelle un écriteau indique Homo Sapiens. Cette opération fut consignée dans le livre homonyme Homo Sapiens (& etc., Lisbonne, 1977). Deux autres « opérations » ne restèrent pas moins fameuses[non neutre] : celle qui eut lieu quatorze ans plus tard le 27 mai 1991, lorsque le poète, dûment empaqueté, « fut exposé à la vente devant l'église des martyrs à Lisbonne » (Homo Venalis) et celle quatorze jours plus tard, le jour du poète portugais Camões et le dernier jour de la Foire du livre de Lisbonne, où Alberto Pimenta fit un autodafé de son livre Le Silence des poètes. En 1978, Pimenta fut l'auteur de deux émissions de télévision, « A Arte de Ser Português » (avec Jorge Listopad), aussi polémique qu'éphémère et « 6 Áreas para Cesário », utilisant un processus de construction-déconstruction en forme de poème audiovisuel, et fit un bref passage dans l'émission « A Noite da Má-Língua ».
En 1977, Pimenta publie ce qui sera son livre le plus traduit, Discours sur le Fils-de-Pute. En Swift moderne, en poète dadaïste exposant la servitude volontaire du XXe siècle, cette œuvre inclassable, fruit de la meilleure épistémologie appliquée, utilisant une langue transgressive qui parodie les genres, notamment celui de l'essai, compose un discours logique, structuré, implacable tout au long duquel l'auteur expose avec violence et humour tous les traits distinctifs qui composent le « fils-de-pute ».[Interprétation personnelle ?]
Pimenta est l'auteur d'un grand nombre d'études, d'essais et d'articles de critique culturelle. Parmi ses œuvres théoriques se distinguent[Interprétation personnelle ?] Le Silence des poètes, paru pour la première fois en italien (Il silenzio dei poeti, Milan, 1977) puis en portugais (Lisboa, regra do Jogo, 1978), un ouvrage qui exerça sur ceux de sa génération une influence pas toujours reconnue comme elle le méritait[réf. nécessaire], et La magie qui ôte les péchés du monde, publié en 1995. Le premier livre est une importante[non neutre] étude sur le sens de la création littéraire liée aux mouvements d'avant-garde, principalement le Concretismo (pt), un des derniers mouvements littéraires importants de la poésie brésilienne)[Interprétation personnelle ?], et la poésie concrète et visuelle allemande, établissant une "phénoménologie de la modernité". Le second ouvrage est une œuvre théorique anti-platonicienne divisée en vingt-deux parties, chacune correspondant à un des arcanes majeurs du tarot où se mêlent mythes, archétypes, littérature (Adorno, Dante, Camões, Shakespeare, Fernando Pessoa, Coleridge, António Boto, Emilio Villa, Murilo Mendes, Haroldo de Campos, etc.) et artistes plastiques (Oskar Kokoschka, Yves Klein, Pablo Picasso…). Il collabora en 1981 (avec Miguel Vale de Almeida et Rui Simões) à Pornex : Textes théoriques et documentaires de pornographie expérimentale portugaise (coordination de Leonor Areal et Rui Zink).
À partir des années 1990, son œuvre fait référence plus directement aux phénomènes liés à la mondialisation. Ainda há muito para fazer (Il y a encore beaucoup à faire, 1998) est, par exemple, un long poème qui parodie les discours publicitaires et d'internet et traite des conséquences sociales de la guerre au Kosovo et de l'Union européenne. En 2005, il publie Marthiya de Abdel Hamid segundo Alberto Pimenta, un long poème reprenant les codes de la poésie arabe (et en particulier de la Marthiya) en rapport direct avec l'invasion de l'Irak par les États-Unis d'Amérique.
Pimenta est aussi traducteur. Il a notamment traduit en portugais Thomas Bernhard (La Force de l'habitude), Botho Strauss (Le Parc), le poète latin Martial, et le poète italien Nanni Balestrini (Petit éloge au public de la poésie).
Intransigeant, insistant contre toutes les médiocrités, Alberto Pimenta persiste.[Interprétation personnelle ?] E pur Alberto Pimenta se muove, comme dirait Galilée mais, contrairement à ce dernier, sans abjurer (ce que peu de gens lui pardonnent)[Interprétation personnelle ?], en continuant ses actions poétiques, ses performances, et l'édition de ses œuvres qui ont pour la plupart été publiées par les éditions & etc de Vítor Silva Tavares avec qui il entretient une relation de grande amitié et de complicité[non neutre]. On retrouve Alberto Pimenta avec Vítor Silva Tavares le 20 janvier 2008, invités de l'émission « culturelle » Câmara Clara de la Rtp dédiée ce soir-là à Luiz Pacheco récemment décédé, durant laquelle la présentatrice lança le sujet des « écrivains et éditeurs marginaux » (termes que les deux invités contestèrent) et supposa un lien entre Luiz Pacheco et l'univers de João César Monteiro (lien tout aussi rejeté par les deux invités); à la fin de l'émission, les deux invités partagèrent une délicieuse petite soupe – V. S. Tavares : « Alberto, c'est le meilleur moment de l'émission. […] c'est un hommage à Luiz Pacheco et João César Monteiro qui auraient tant apprécié une bonne soupe! », Alberto Pimenta, en pointant son bol de soupe : « Ça, c'est le meilleur spectacle du monde! ».
Depuis 2010, Alberto Pimenta a été publié aux éditions 7Nós (Porto) qui inaugura son catalogue avec Que Lareiras na Floresta, un ouvrage réunissant une multitude de travaux auparavant dispersés : essais, performances, chroniques, entrevues, textes pour la télévision. Ces éditions ont annoncé la réédition des quatre premiers livres de poésie de l'écrivain publiés entre 1970 et 1977 à compte d'auteur et depuis longtemps épuisés : O Labirintodonte, Os Entes e os Contraentes, Corpos Estranhos et A Ascensão de dez gostos à boca. De ces quatre livres, seul O Labirintodonte a en effet été publié en 2013. Depuis 2014, Alberto Pimenta est pour l'essentiel publié aux éditions Pianola (Lisbonne).
Alberto Pimenta a été jusqu'en 2007 professeur auxiliaire invité de la Faculté des Sciences Sociales et Humaines de l'Université Nouvelle de Lisbonne où il a enseigné la langue et la littérature portugaise.
Alberto Pimenta n'a ni télévision ni ordinateur. Et ne veut rien savoir d'internet. Choses qui ne lui font pas défaut, dit-il.[Interprétation personnelle ?]

## Sur Alberto Pimenta
- « C'est un des poètes les plus originaux qui se soient révélés dans les années 1970. […] il a publié un ensemble d'ouvrages qui constituent le défi le plus réussi à toutes les conventions, ayant recours à des effets de répartition graphique, de paranomase, de parodie, de transgression calligraphique ou orthographique, d'absurdité narrative ou rhétorique, de désacralisation radicale, d'irritante répétition de phrases et d'insistance sur les petites expériences et situations les plus désagréables et inavouables du quotidien […] ». — Oscar Lopes (1917 - 2013)
- « C'est dans les incursions lyriques, parfois élégiaques, de ses travaux tout juste publiés au XXIe siècle que se manifeste le geste le plus politique d'Alberto Pimenta, porteur d'une affirmation des valeurs de liberté et de vie, faisant de lui une des grandes voix de la poésie contemporaine portugaise. » — Bernardo Pinto de Almeida (1954 - ) (historien de l'art et critique, professeur à la Faculté des Beaux Arts de l'Université de Porto)
- « Four Contemporary authors deserve to be mentioned as post-modern descendant of Sterne : Alberto Pimenta (b.1937), Mario de Carvalho (b. 1944), Manuel da Silva ramos (b. 1947) and Alface (b. 1949). Sterne never shows up directly in their works, but their weaving of humour, narrative self-referrence and satire often strikes a Shandean note. All of them have acknowledged their admiration for TS. Alberto Pimenta is an experimental poet and critic, who has adopted parody as a kind of arch-rhetorical device. Personal and social experience is given a rare poetic force by a series of generic and formal echoes and pastiches. He has produced many outstanding works using a large number of literary genres and forms, both modern and classical, in different media (books, performance, video). Social satire, genre parody and an acute sense of the spatial nature of typographic meaning are entwined to vibrant comic effect. In his work, modernist and post-modernist poetics are blended with a unique sense of classical topoi and classical genres. Pimenta has developed what he calls a poetographic poetics, that is, a poetics concerned with the materiality of signs. His critical works, especially concerned with the symbolic and metaphorical nature of language, show his deep knowledge of the history of literary meanings and forms. His work belongs to the Western satirical tradition and is often a shandean celebration of the absurd and erotic condition of human life. »[2] — Manuel Portela, "Sterne's Arrival in Portugal", in The Reception of Laurence Sterne in Europe (dir. Peter de Voogd, John Neubauer) Continuum, 2004.
- À propos du Discours sur le Fils-de-Pute : « À peu près inconnu du public francophone, le poète, dramaturge et essayiste portugais Alberto Pimenta jouit dans son pays, depuis le début des années 1970, d'une solide réputation d'écrivain avant-gardiste. Son Discorso sobre o Filho-da-Puta date de 1977 […]. Ce n'est évidemment pas un hasard si cet opuscule pamphlétaire et satirique a vu le jour trois ans seulement après la révolution des Œillets, qui sonna le glas du régime post-salazarien. Son audience n'aurait toutefois jamais dépassé les frontières du Portugal si l'auteur avait limité son propos au cas particulier de son pays, mais il a su donner à cette réflexion une portée universelle qu'illustrent l'édition brésilienne (1981) et les traductions en italien (1980), en espagnol et en catalan (1990), ainsi que la présente version française. Sous prétexte d'analyser la figure emblématique du Fils-de-Pute pour en dénoncer la perversité polymorphe, c'est à une véritable méditation de type philosophique que se livre l'auteur, passant au crible de son ironie toutes les structures de la société, choisissant pour cibles privilégiées les institutions réputées les plus respectables : la famille, l'Église, l'école, l'armée, la magistrature. Ce Discours s'ouvre, de manière inattendue, par une Ballade dithyrambique du petit et du grand fils-de-pute, où est exposé le thème. Vient ensuite le plan général de l'œuvre, puis enfin le texte proprement dit, divisé en trois chapitres. Chacun de ceux-ci est constitué d'amples paragraphes s'enchaînant les uns aux autres par le recours systématique à l'enjambement, tant phrastique que conceptuel. Il n'est pas sans intérêt de rappeler ici qu'Alberto pimenta a enseigné pendant plus de quinze ans la littérature portugaise à l'Université de Heidelberg, et cela explique sa connaissance approfondie de toutes les ressources de la rhétorique, et en particulier sa virtuosité à exploiter l'aspect incantatoire des répétitions. cela explique aussi que, pour cette réflexion iconoclaste, il ait fait choix, entre toutes les formes possibles, de celle du traité savant, ou plus exactement de sa parodie. » — Louis Chalon, Revue Belge de philologie et d'histoire, no 75-3, vol. 75, 1997, p. 875-876.
- « Qui sont ces fils-de-pute qui sifflent sur nos têtes ? Une catégorie d'individus aux formes diverses et variées germant sur la modernité comme l'amanite sur le purin. Des héros négatifs qui en disent plus long sur une époque que tous les bavardages de nos sociologues éminents. Dans un petit essai où une rigueur d'ethnologue le dispute à la férocité du pamphlétaire, Alberto Pimenta tente d'esquisser les traits dominants de cette espèce. » — CFDT Magazine no 321, novembre 1997, p. 59.

## Livres publiés
Poésie
- 1970 - O Labirintodonte (Lisboa) [Le Labyrinthodonte]
- 1971 - Os Entes e os Contraentes (Coimbra) [Les Etants et les Contrétants]
- 1973 - Corpos Estranhos (Coimbra) [Corps étrange(r)s]
- 1977 - Ascensão de Dez Gostos à Boca (Coimbra)
- 1979 - Hoje Resolvi Suicidar-me [Aujourd'hui, j'ai décidé de me suicider]
- 1981 - Canto nono (Lisbonne)
- 1981 - A Visita do Papa (& etc., Lisbonne) [La Visite du pape]
- 1984 - Adan (Hueso Húmero, Lima)
- 1984 - Read & Mad (& etc., Lisbonne)
- 1990 - Um enlace feliz (Destinos, Lisbonne)
- 1992 - Tomai, Isto É o Meu Porco (Fenda, Lisbonne) [Prenez, ceci est mon porc]
- 1992 - A Divina Multi(co)Média (& etc., Lisbonne)
- 1992 - IV de Oiros
- 1993 - Santa Copla Carnal (Fenda, Lisbonne)
- 1996 - A Sombra do Frio na Parede (Edições Mortas, Porto)
- 1997 - Verdichtungen (Splitter, Vienne)
- 1998 - As moscas de pégaso (& etc., Lisbonne) [Les Mouches de Pégase]
- 1998 - Ainda há Muito Para Fazer (& etc., Lisbonne) [Il y a encore beaucoup à faire]
- 2000 - Ode Pós-Moderna (& etc., Lisbonne) [Ode postmoderne]
- 2001 - Grande Colecção de Inverno 2001-2002 (& etc., Lisbonne) [Grande Collection Hiver 2001-2002]
- 2002 - Tijoleira (& etc., Lisbonne)
- 2005 - Marthiya de Abdel Hamid segundo Alberto Pimenta (& etc., Lisbonne) [Marthiya d'Abdel Hamid selon Alberto Pimenta]
- 2006 - Imitação de Ovídio (& etc., Lisbonne) [Imitation d'Ovide]
- 2007 - Indulgência plenária (& etc., Lisbonne) [Indulgence plénière]
- 2007 - Planta rubra (& etc., Lisbonne)
- 2007 - Tanto Fogo e Tanto Frio - O Último Sonho de Olímpio [Tout ce feu et Tout ce froid - Le dernier rêve d'Olímpio], Poème d'Alberto Pimenta en hommage à l'artiste graphiste Olímpio Ferreira, avec une introduction de Vitor Silva Tavares (& etc., Lisbonne)
- 2008 - Prodigioso Acanto (& etc., Lisbonne) [Prodigieuse acanthe]
- 2010 - Registo de Viver. Livre d'artiste. Édition du poème "Registo de Viver" en 200 exemplaires numérotés et signés par l'auteur. Sont inclus : un film sur DVD de la lecture et performance du poème réalisée par Alberto Pimenta avec la participation musicale de la soprano Manuela Moniz, une sérigraphie et un collage original en cire (Perve Galeria).
- 2011 - Reality Show ou a Alegoria das Cavernas + CD « Degrau (Cuidado) » : poèmes de Alberto Pimenta interprétés par Ana Deus, Alexandre Soares, Pedro Augusto & João Alves (Mia Soave, Lisbonne) [Reality Show ou l'Allégorie des cavernes]
- 2011 - O Desencantador (7 Nós, Porto)
- 2012 - Al Face-book (7 Nós, Porto)
- 2012 - De Nada (Boca, Lisbonne) + 2 CD (poèmes dits par l'auteur)
- 2013 - Negli Occhi Pungonoas (Pulcinoelefante, Lisbonne, Portugal / Osnago, Italie) 1 court poème de Alberto Pimenta accompagné d'un dessin original de Ricardo Castro, fabrication artisanale à l'atelier de typographie Homem do Saco (33 exemplaires)
- 2014 - Autocataclismos (Pianola, Lisbonne), fabrication artisanale à l'atelier de typographie Homem do Saco, sur linotype, couture japonaise (100 exemplaires)
- 2015 - Marthiya de Abdel Hamid segundo Alberto Pimenta /  Indulgência plenária (Chão da Feira, Belo Horizonte, Brésil), édition réunissant deux livres de Pimenta publiés aux éditions & etc., respectivement en 2005 et 2007
- 2016 - Nove fabulo, o mea vox - de novo falo, a meia voz (Pianola, Lisbonne)
- 2018 - Pensar depois / no caminho (Edições do Saguão, Lisbonne)

Prose
- 1977 - Discurso Sobre o Filho-da-Puta (Teorema, Lisbonne)
- 1980 - Discorso sul figliodiputtana (All'Insegna del Pesce d'Oro, Milan)
- 1980 - Bestiário Lusitano (Appia, Lisbonne) [Bestiaire Lusitain]
- 1982 - Discurso Sobre o Filho da Puta (Codecri, Rio de Janeiro)
- 1982 - Homilíada Joyce in Joyciana, avec Ana Hatherly, E. M. de Melo e Castro et António Aragão (& etc., Lisboa)
- 1984 - As 4 estações (& etc., Lisbonne) [Les 4 Stations]
- 1987 - Discurso Sobre o Filho-da-Puta (Centelha, Coimbra)
- 1988 - Sex Shop Suey (& etc., Lisbonne)
- 1990 - Discurso Sobre el Hijo de Puta (Víctor Orenga, Valence), en castillan
- 1990 - Discurs sobre el fill de puta (Amós Belinchón, Valence), en catalan
- 1991 - Discurso Sobre o Filho-da-Puta (Fenda, Lisbonne)
- 1994 - O Terno Feminino (& etc., Lisbonne)
- 1995 - Discurso sobre o Filho-de-Deus (Edições Mortas, Porto) [Discours sur le Fils de Dieu]
- 1996 - A Sombra do frio na parede (Edições Mortas, Porto) [L'Ombre du froid sur le mur]
- 1996 - Discours sur le Fils-de-Pute (L'insomniaque, Paris)
- 1997 - A Repetição do Caos (& etc., Lisbonne)
- 1999 - ELLES : um epistolado avec Ana Hatherly (Escritor, Lisbonne)
- 2000 - Discurso Sobre o Filho-de-Deus ao qual se segue o Discurso Sobre o Filho-da-Puta (Teorema, Lisbonne) [Discours sur le Fils-de-Dieu suivi du Discours sur le Fils-de-Pute] avec en tête de titre A(LMA) P(ERSONA). [autre titre : Discurso Sobre o Filho-da-Puta seguido do Seu Metaplágio, Discours sur le Fils-de-Pute suivi de son Méta-Plagiat]
- 2004 - Deusas Ex-Machina (Teorema, Lisbonne) [Dea ex machina]
- 2010 - Discurso Sobre o Filho-da-Puta (6e édition) (7 Nós, Porto)

Anthologies des œuvres de Alberto Pimenta
- 1980 - Jogo de pedras (Apia, Lisbonne) - [Jeu de pierres] Anthologie 1970-1980
- 1983 - In modo di-verso (Ripostes, Salerne)
- 1983 - Tríptico (& etc., Lisbonne) (Homo Sapiens, SPECtacULU, Conductus)
- 1986 - Metamorfoses do Vídeo (José Ribeiro Editor, Tip. Casa Portuguesa, Lisbonne) Sélection de textes Filipe Lis et António Pocinho
- 1990 - Obra quase incompleta (Fenda, Lisbonne) - [Œuvre presque incomplète]
- 2004 - A Encomenda do Silêncio (Odradek Editorial, São Paulo, Brésil) - Anthologie org. par Pádua Fernandes
- 2010 - Que Lareiras Na Floresta (7 Nós, Porto), anthologie sous la direction de Júlio do Carmo Gomes et Alberto Pimenta

Théorie
- 1972 - Enigmatismo, Simbolismo e Naturalismo do Sol nos Sermões do Padre António Vieira (Heildelberg) in Aufsätze zur portugiesischen Kulturgeschichte, 9. Band 1969 (Aschendorffsche Verlagsbuchhandlung, Münster)
- 1978 - Il silenzio dei poeti (Feltrinelli, Milan)
- 1978 - O silêncio dos poetas precedido de Reflexões sobre a função da arte literária (A regra do jogo, Lisbonne) [Le Silence des Poètes précédé de Réflexions sur la fonction de l'art littéraire]
- 1982 - A (más)cara diante da cara avec João Barrento, Eulália Barros et Y. K. Centeno (Presença, Lisbonne)
- 1989 - A metáfora sinistra (Quimera, Lisbonne)
- 1995 - A magia que tira os pecados do mundo (Cotovia, Lisbonne) [La Magie qui ôte les péchés du monde]
- 2003 - O silêncio dos poetas precedido de Reflexões sobre a função da arte literária e de A dimensão poética das línguas (Cotovia, Lisbonne) [édition revue et augmentée, Le Silence des poètes précédé de Réflexions sur la fonction de l'art littéraire et de La Dimension poétique des langues]

## Autres
Performances, happenings et spectacles (et livres tirés de ces actions)
- 1977 - Homo sapiens (& etc., Lisbonne)
- 1978 - A Arte de ser português - Télévision
- 1979 - Heterofonia (& etc., Lisbonne)
- 1980 - SPECtacULU
- 1982 - A visita do Papa (& etc., Lisbonne)
- 1983 - Uni-verso pro-Lixo - École Supérieure des Beaux Arts de Lisbonne
- 1984 - Pornex : textos teóricos e documentais de pornografia experimental portuguesa (& etc., Lisbonne). A. Pimenta; M. V. de Almeida; R. Simões; L. Areal; R. Zink;
- 1985 - O desafio da mudança - École Supérieure des Beaux Arts de Lisbonne
  - A chávena portuguesa, avec Rui Zink
  - Auto de fé. Évora - Galería Municipal, Évora
  - Poesia contra Verso, avec Fernando Aguiar
  - A cidade N
  - Afrodite da Triumph - Galería Livrarte
- 1986 - 6 Árias para Cesário - Télévision
- 1987 - Metástase I, Coloquio Imaginario do espaço, Funchal
- 1987 - Metástase II, 1° Festival Internacional de Poesia Viva, Museu Municipal, Figueira da Foz
  - Bad Painting/Bed Painting, avec Fernando Aguiar
- 1988 - Esta peça é sua, estime-a
  - Ex-voto para Bocage
- 1989 - Poesia dos Quatro Elementos (ou por que é que a obra reflete o que lá não está), titre original : Vier-Elemente-Poesie (oder das Kunstwerk spiegelt dem Betrachter immer etwas vor) - Kunsthalle Nürnberg, Nuremberg
- 1989 - Arti-colazione - Milanopoesia
- 1990 - Rituais de poluição - Valence
- 1991 - Homo Venalis - 27 mai 1991, près de l'entrée de l'églises des Martyrs à Lisbonne
  - Alberto PImenta brûle son livre Le Silence des poètes - 10 juin 1991, Foire du livre de Lisbonne
- 1992 - IV de Ouros (Fenda, Lisbonne)
- 2007 - Pequenos Estragos - 26 mai 2007, Teatro Académico de Gil Vicente, Coimbra
- 2011 - Feitiços - 12 novembre 2011, Galería Zé dos bois
- 2013 - Tudo Nada - 17 novembre 2013, Centre d'Art Moderne, Fondation Calouste Gulbenkian, Lisbonne
- 2019 - Performance au Monumental, à Lisbonne, lors de la projection du film “O Homem-Pykante – Diálogos com Pimenta”, de Edgar Pêra.

## Livres d'artistes (enfrançais:Livres d'artiste)
- 2008 - Autobiographie Mutuelles 1re édition décembre 2008, Alberto Pimenta & César Figueiredo (Livraria Gato Vadio, Porto)
- 2009 - Autobiographie Mutuelles 2e édition 1er mars 2009, Alberto Pimenta & César Figueiredo (Livraria Gato Vadio, Porto)
- 2009 - Autobiographie Mutuelles 3e édition 7 juin 2009, Alberto Pimenta & César Figueiredo (Livraria Gato Vadio, Porto)
- 2009 - Autobiographie Mutuelles 4e édition 13 septembre 2009, Alberto Pimenta & César Figueiredo (Livraria Gato Vadio, Porto)

Publications étrangères
- 2014 - Doc(k)s, morceaux choisis 1976-1989, vers un langage de l'action, éditions Al Dante, 2014.
- 1997 - Verdichtungen (Splitter, Vienne)
- 1996 - Discours sur le Fils-de-Pute, éditions L'insomniaque, Paris, 1996.
- 1987 - Poema Fonético in Lautpoesie. Eine Anthologie. Folge 1. Anthologie de poésie sonore, cassette audio (Gertraud Scholz Verlag , rééd. en CD en 2000)
- 1987 - Doc(k)s n° 80, Hiver 87, Portugal, Poesie Visuelle, La Performance, ed. Nèpe.
- 1974 - Action Poétique n°58, 1974 : " Poètes portugais "

Expositions
- 2014 - Registo(s) de viver. Du 21 janvier au 1er mars 2014, Perve Galeria, Casa da Liberdade - Mário Cesariny, Alfama, Lisbonne, Portugal.
- 2014 - Instantes de P. - instalação de poesia, Alberto Pimenta. Du 13 de avril au 5 mai 2014, Mosteiro de Tibães, Portugal

Collaboration d'éditions
- 1978 - Almeida Garrett: O magriço ou Os doze da Inglaterra (texte fixé et commenté; Edições 70, Lisbonne)
- 1978 - José Daniel Rodrigues da Costa: O balão aos habitantes da lua (texte commenté; Edições 70, Lisbonne)
- 1982 - Musa anti-pombalina (satires anonymes au Marquis de Pombal) (A regra do jogo, Lisbonne)
- 1987 - Saura o los enigmas del cuerpo, in Antonio Saura. Figura y fondo (Llibres del Mall, Barcelone)
- 2001 - Selos (dans Selos de Waldemar Santos; ed. Éterogémeas, Porto)

Traductions en portugais par Alberto Pimenta
- 1976 - Mito dos índios Uitoto, da Colômbia, segundo a versão de David Coxhead e Susan Hiller [Mythe des indiens Huitoto de Colombie]. Traduit en portugais par Alberto Pimenta d'après la version allemande de Jochen Schatte, “Traumes”, Frankfurt am Main, 1976, Umschau Verlag.
- 1979 - A Lição do texto : Filologia e literatura, Luciana Stegagno Picchio. Edições 70, Lisboa, 1979.
- 1985 - O Parque [Le Parc], Botho Strauss.
- 1988 - The Rape, Fanny O. - Edição bilingue. Fenda Edições, Lisboa, 1988.
- 1991 - A Força do hábito seguido de Simplesmente Complicado [La Force de l'habitude (trad. d'Alberto Pimenta), suivi de Simplement compliqué (trad. de João Barrento], Thomas Bernhard. Edições Cotovia - Teatro Nacional D. Maria II, Lisboa 1991.
- 1994 - Jabberwocky de Lewis Carroll, in Alice, "Lisboa 94", Centro Cultural de Belém.
- 1997 - Pequeno louvor do público da poesia [Petit éloge au public de la poésie], Nanni Balestrini, publié dans la Revista Crítica de Ciências Sociais nº 47, février 1997.
- 2006 - Marcial não moralizado dúzia e meia de traduções a dedo de Alberto Pimenta [Martial non moralisé, une douzaine et une demi-douzaine de traductions faites avec grand soin par Alberto Pimenta] édition bilingue, revue Telhados de vidro no 7, novembre 2006, ed. Averno, Lisboa, 2006.
- 2017 - A Balada do Velho Marinheiro [La Complainte du vieux marin], Samuel Taylor Coleridge. Édition bilingue, traduction et postface par Alberto Pimenta, accompagnées de cinq gravures de Gustave Doré parmi celles accompagnant l'édition de 1876. Edições do Saguão, Lisboa, 2017.

Vidéo
- Auto-bio-biblio-graphie d'Alberto Pimenta (portugais) accompagnée d'une vidéo d'Edgar Pêra

Textes & articles sur Alberto Pimenta
- BARBOSA DA SILVA, Rogério. Escrita e morte: labirintos da poesia de Ana Hatherly e Alberto Pimenta. SCRIPTA, Belo Horizonte, v. 10, n. 19, p. 228-238, 2º sem. 2006 [Écriture et Mort : labyrinthes de la poésie de Ana Hatherly et Alberto Pimenta].
- CANCELA, H. G. Alberto Pimenta, Que Lareiras na Floresta. Contra Mundum, Critica e Literatura (blog). 25 février 2010.
- FERNANDES, Pádua. Da inexistência de Alberto Pimenta. São Paulo, 2003. (Prefácio, Posfácio). [De l'Inexistence d'Alberto Pimenta].
- FERNANDES, Pádua. Alberto Pimenta e as políticas emancipatórias. K Jornal de Crítica, São Paulo, v. 3, p. 3-4, 2006. [Alberto Pimenta et les politiques émancipatrices].
- FERNANDES, Pádua. Alberto Pimenta, Iraque e Ovídio: vozes e silêncios da inquietação. Germina, 1er août 2006. (Journal, revue) [Alberto Pimenta, Irak et Ovide : voix et silences de l'inquiétude].
- FERNANDES, Pádua. Extravagante e viajado estrangeiro daqui e de todo lugar : Indulgência Plenária de Alberto Pimenta. K Jornal de Crítica, v. 16, p. 4-5, 2007. [Étranger Extravagant et Voyageur d'ici et d'ailleurs : Indulgence plénière d'Alberto Pimenta].
- FERNANDES, Pádua. O desejo a escapar da boca - Alberto Pimenta e a censura como poética. Revista Letras Com(n)Vida, v. 1, p. 82-88, 2010. [Le Désir échappé de la bouche - Alberto Pimenta et la censure comme poétique].
- GHAZARIAN, Joëlle. Alberto Pimenta, o mal-amado, article de la revue Utopia [Alberto Pimenta, le mal-aimé].
- NOGUEIRA, Carlos. Da irreverência como princípio estético ou a poesia de Alberto Pimenta (Universidade de Lisboa) [De l'Irrévérence comme principe esthétique ou la poésie d'Alberto Pimenta]